# Aali
Aali (1542. – 1599.) je bio osmanskoturski povjesničar. Rodom je bio iz Galipolja.
U Bosni je živio trideset godina na dvoru bosanskih valija (namjestnika). Za hrvatsku je povijest značajan po tome što je bio prvi koji je u turskoj povijesti bosanskohercegovačke Muslimane nazvao Hrvatima.
 

U svojoj povijesti Kunhulachbar, poznatoj pod imenom Tarihi Aali on piše:
»Evo šta piše glasoviti turski povjesničar Aali u svojoj povjesti »Kunhulachbar«; koja je poznata pod imenom »Tarihi Aali«: Što se tiče plemena Hrvata, koje se pripisuje (nispet-čini) rijeci Bosni, njihov se značaj odrazuje u veseloj naravi; oni su po Bosni poznati i po tekućoj rijeci prozvati. Duša im je čista, a lice svjetlo; većinom su stasiti i prostodušni - njihovi likovi kao značajevi naginju pravednosti. Golobradi mladići i lijepi momci poznati su (na daleko) po pokrajinama radi naočitosti i ponositosti, a daroviti spisatelji kao umni i misaoni ljudi. Uzrok je ovo, što je Bog - koji se uzvisuje i uzdiže - u osmanlijskoj državi podigao vrijednost tome hvaljenom narodu dostojanstvom i čast njihove sreće uzvisio kao visoki uzrast i poletnu dušu, jer se megju njima nasilnika malo nalazi. Većina onih, koji su došli do visokih položaja (u državi) odlikuju se veledušjem to jest: čašću i ponosom; malo ih je koji su tjesnogrudni, zavidni i pohlepni. Neustrašivi su u boju i na mejdanu, a u društvu, gdje se uživa i pije, prostodušni. Obično su prijazni, dobroćudni i ljubazni. Osobito se odlikuje ovo odlično pleme vanrednom ljepotom i iznimnim uzrastom. Na narednoj strani, opet se osvrće na nas, pa veli: »Bez sumnje Bošnjaci, koji se pribrajaju hrvatskom narodu, odlikuju se kao prosti vojnici dobrotom i pobožnosti, kao age i zapovjednici obrazovanošću i vrlinom; ako dogju do časti velikih vezira u upravi su dobroćudni, ponosni i pravedni, da ih velikaši hvale i odlični umnici slave«.«
Aalijeve su bilješke prenijeli Krunoslav Draganović i Dominik Mandić u knjizi Herceg-Bosna i Hrvatska.